# Sopwith Triplane
Sopwith Triplane byl britský jednomístný trojplošný stíhací letoun používaný během první světové války. Byl vyráběn společností Sopwith Aviation Company. Obvykle byl přezdíván Tripe nebo Tripehound.

## Vývoj
Navržen byl, stejně jako Sopwith Pup, Herbertem Smithem, jenž použil podobný trup i ocasní plochy jako u Sopwith Pupu. Prototyp (sériové č. N500) vzlétl koncem května 1916 pilotován Harry Hawkerem a v polovině následujícího měsíce byl odeslán ke zkouškám do francouzského Furnes k "A" peruti RNAS. Zde byl zatím neozbrojený letoun vyzbrojen jedním synchronizovaným kulometem Vickers ráže 7,7 mm, který se stal standardní výzbrojí typu. Létal s ním především Australan Ft.Sub-Lt. Roderic S. Dallas.
Druhý prototyp (N504) byl dohotoven 26. října 1916. První exempláře dodávané od konce roku 1916 byly poháněny devítiválcovým, vzduchem chlazeným rotačním motorem Clerget 9Z o výkonu 110 k, ale většina dostala motor Clerget 9B o výkonu 130 k. Nejméně jeden Triplane byl testován s rotačním motorem Le Rhône 9J o výkonu 110 k. Motory poháněly dvoulisté dřevěné vrtule AD-555 nebo Lang o větším průměru.
Sopwith Triplane byl vyroben v počtu 103 kusů v továrně Sopwith, která tyto stroje dodávala RNAS a společností Clayton & Shuttleworth, jejíchž 46 vyrobených Triplanů bylo původně určeno pro Royal Flying Corps. Tři Triplany dodala firma Oakley.

## Nasazení

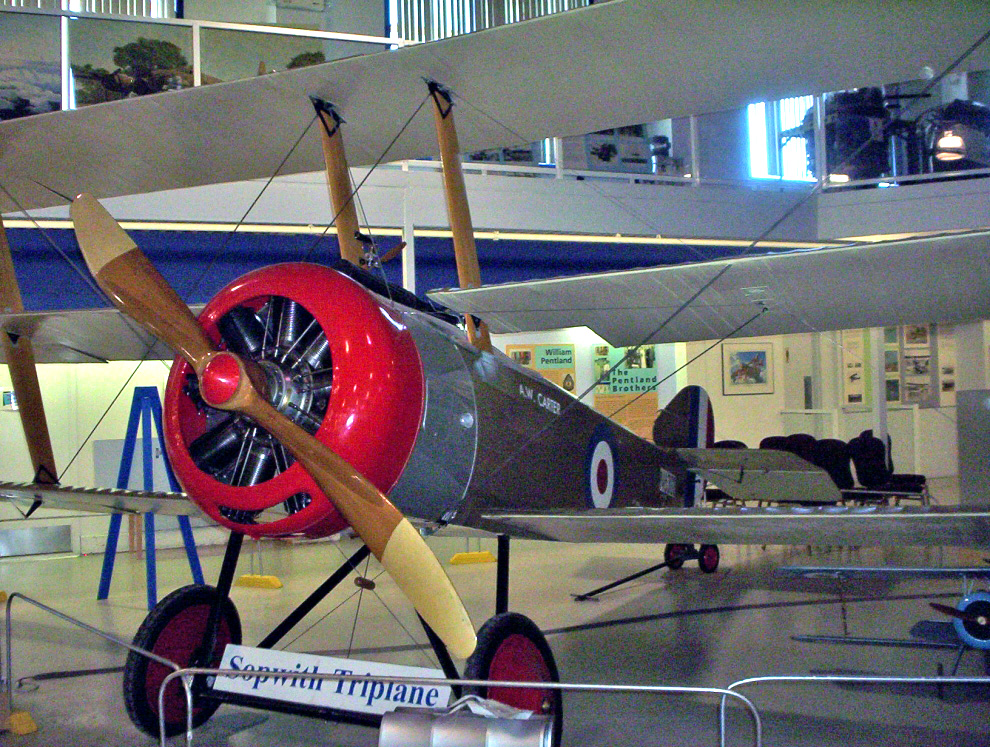
Sopwith Triplane v Leteckém muzeu v Calgary, 2005

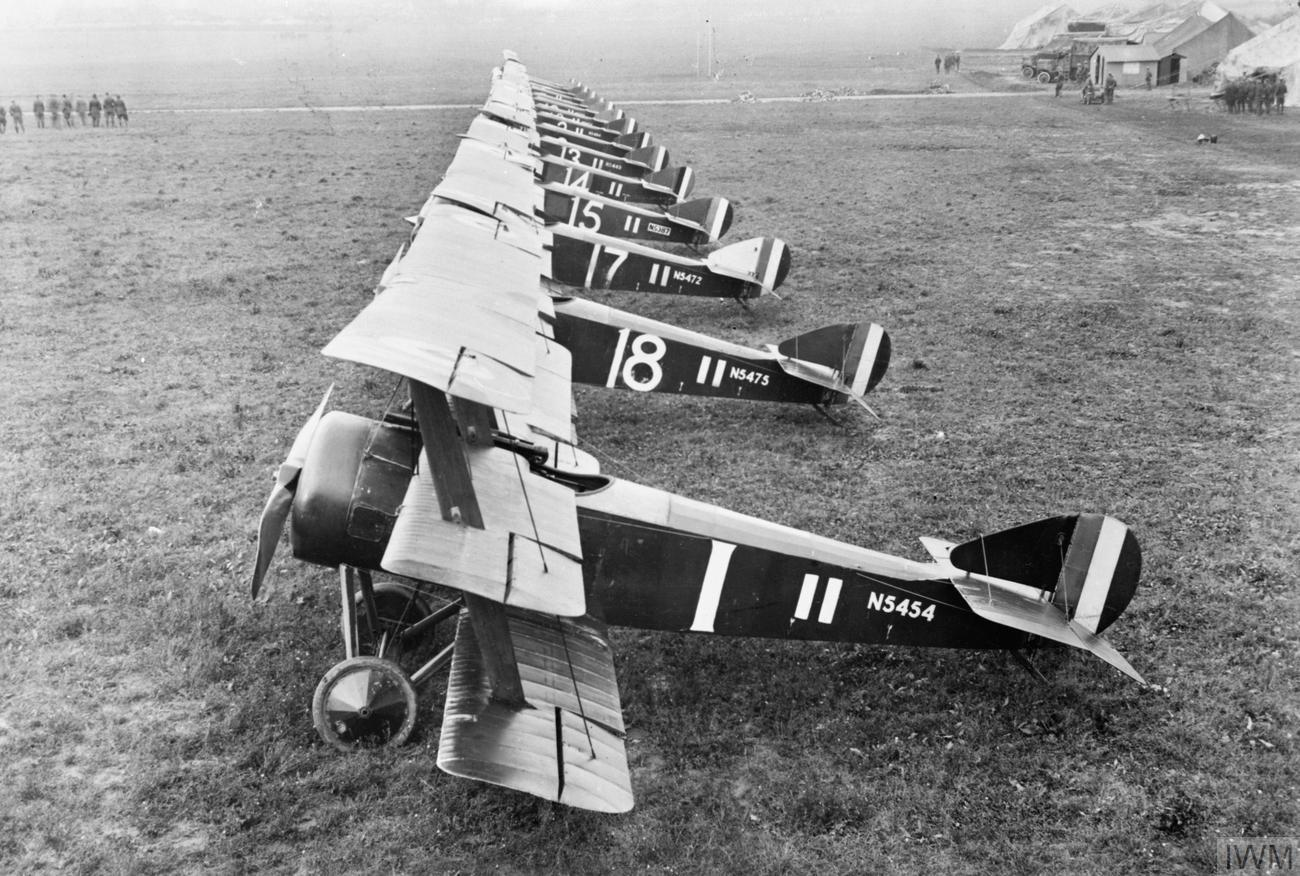
Sopwith Triplane 1. perutě RNAS, základna Bailleul, Francie, 28. října 1917

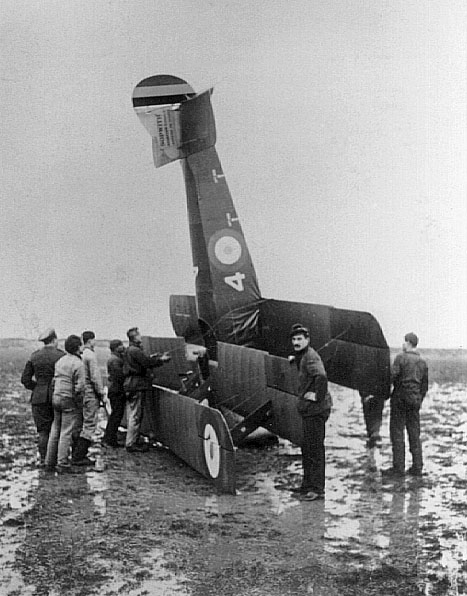
Triplane francouzského námořnictva, 1917

16 kusů Sopwith Triplane vstoupilo do služby v první polovině února 1917 u 1. peruti Royal Naval Air Service a Francouzského námořnictva v listopadu 1916, které převzalo čtyři stroje.
Jeden exemplář Triplanu (N5431) byl odeslán k bojovému ohodnocení do Egejské oblasti, kde byl zařazen ke 2. křídlu RNAS v Mudrosu. Dne 26. března 1917 byl téměř zničen při přistání v Salonice, avšak do poloviny října byl opraven s použitím dílů typů letadel Pup a Camel. Poté létal jako Sopwith Mouse, nebo také Alcock A.1 podle svého konstruktéra a pilota zároveň.
Od května 1917 zahájily hlídkové lety s Triplany rovněž perutě č. 8 (své stroje převzala v dubnu), 9, 10 (na frontu ve Francii dorazila 15. května), 11 a 12.
Jeden letoun (N5486) byl 4. května 1917 odeslán jako zkušební vzorek Carskému ruskému letectvu. V zimě 1917-18 létal s lyžovým podvozkem a později se stal součástí nově vznikajícího sovětského letectva. V roce 1918 začalo Rudé letectvo používat několik těchto letounů ukořistěných intervenčním jednotkám. Celkem bylo vyrobeno 152 strojů. Podle skoro všech svědectví se Triplane pilotoval velmi snadno a příjemně a jeho ovládání bylo účinné a dobře vyladěné. Na rozdíl od slavnějšího Sopwithu Camel šlo Triplane vytrimovat tak, aby letoun udržoval směr i bez zásahu pilota. Triplane byl obratnější a rychleji stoupal než většina jeho konkurentů, ale zároveň byl také pomalejší v střemhlavém letu. Navíc ve střemhlavém letu občas docházelo ke zhroucení křídel z důvodu nedostatečného vyztužení.
Většina strojů byla vyzbrojena jedním synchronizovaným kulometem Vickers. Pouze v devíti letounech byly instalovány dva kulomety Vickers.
Původně měla být část vyrobených letounů určena pro Royal Flying Corps (RFC), ale tam nakonec dostaly přednost francouzské SPAD S.VII, a tak „Tripe“ sloužil exkluzivně u RNAS. Pokud by Triplane sloužil u RFC na počátku roku 1917, mohl značně zmírnit obrovské ztráty, které RFC utrpěl během tzv. Krvavého dubna.[zdroj⁠?!]
Nejznámější jednotkou létající na Sopwithech Triplane byla „Černá letka B“ (z 10. námořní perutě), které velelo kanadské letecké eso Raymond Collishaw. Triplany této letky nesly na trupech bílé nápisy Black Death (N6307), stroj R. Colishawa Black Maria (N5492), Black Roger (N5483), Black Sheep (N5376) a Black Prince (N5487) pilota Sub-Lt. Alexandera. Jednotka si nárokovala 87 sestřelených německých letadel během tří měsíců roku 1917, kdy byla vyzbrojena stíhačkami Sopwith Triplane. Sám Collishaw si připsal na své konto 33 sestřelů na Sopwithu Triplane, více než kterýkoliv jiný pilot.
Po méně než roce byl „Tripe“ stažen ze služby a nahrazen výkonnějším typem Sopwith Camel. Perutě číslo 8 a 9 byly přezbrojeny již v červenci 1917, 10. peruť koncem srpna a 1. námořní peruť si ponechala svých 18 Triplanů až do listopadu, kdy byla převelena do Doveru. Na Němce jeho výkony zapůsobily do té míry, že mezi německými konstruktéry na krátkou dobu zavládla „trojplošníková horečka“. Ale všechny německé trojplošníky byly nakonec neúspěšné s jednou jedinou výjimkou, kterou byl slavný Fokker Dr.I.

## Uživatelé
Údaje dle
- Francie
  - Aéronautique navale (17 kusů)[3]
- Ruské impérium
  - Letectvo carského Ruska (1 zkušební kus)
- Spojené království
  - Royal Air Force (po 1. dubnu 1918)
  - Royal Naval Air Service
  - Royal Flying Corps (1 zkušební kus)[p 1]

## Specifikace (verze s motorem Clerget 9B)
Údaje dle

### Technické údaje
- Rozpětí: 8,08 m
- Délka: 5,74 m
- Výška: 3,20 m
- Nosná plocha: 21,46 m²
- Hmotnost prázdného letounu: 499 kg
- Vzletová hmotnost : 699 kg
- Pohonná jednotka: 1× rotační motor Clerget 9B
- Výkon motoru: 130 k (96 kW)

### Výkony
- Maximální rychlost: 187 km/h ve výšce 1 830 m
- Dolet: 450 km (2 hod 75 min)
- Dostup: 6 250 m
- Stoupavost: 6,33 min do 2 000 m
- Plošné zatížení: 29,92 kg/m²
- Poměr výkon/hmotnost: 0,15 kW/kg

### Výzbroj
- 1× synchronizovaný kulomet Vickers ráže 7,7 mm, šest letounů postavených firmou Clayton and Shuttleworth a další tři vyrobené u Oakley and Co. měly tyto kulomety dva.